# Carrera de Habilidades de la LNB
La Carrera de Habilidades de la LNB es uno de los concursos anuales del Juego de las Estrellas de la LNB. Se inició en la temporada 2009–10 y todas ediciones sus fueron individuales, a excepción de la cuarta, que fue en parejas. 

## Ganadores

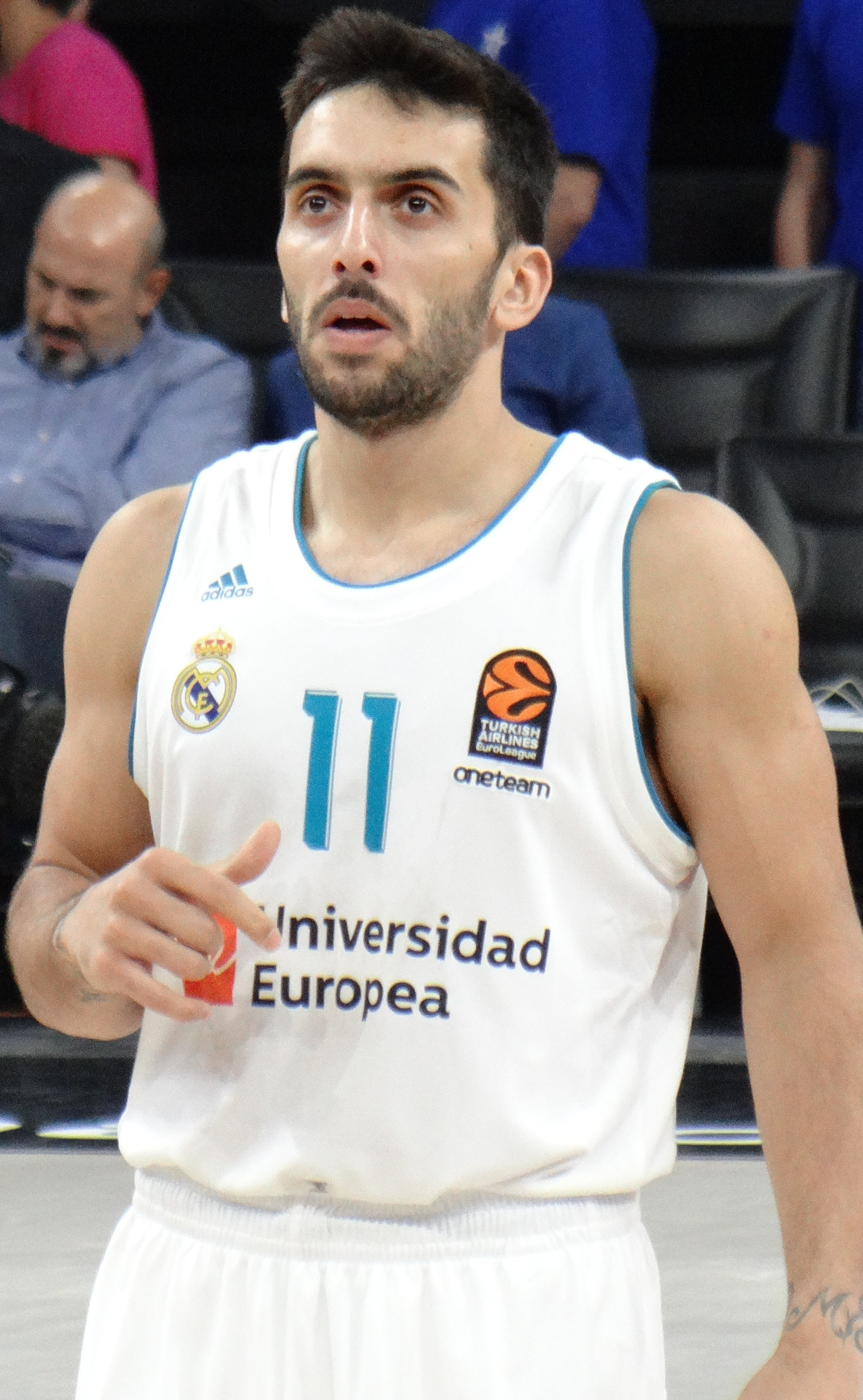
Facundo Campazzo, ganador de la tercera edición.

| Jugador (#) | Denota el número de veces que el jugador ha ganado el concurso                |
| Equipo (#)  | Denota el número de veces que un jugador de este equipo ha ganado el concurso |

| Temp | Jugador/es                                          | Equipo/s                                 | Tiempo |
| ---- | --------------------------------------------------- | ---------------------------------------- | ------ |
| 2010 | Nicolás De Los Santos                               | Gimnasia (CR)                            | 30s    |
| 2011 | Felipe Pais                                         | Atenas                                   | 26s 2  |
| 2012 | Facundo Campazzo                                    | Peñarol                                  | 28s 4  |
| 2013 | Alejandro Konsztadt Eduardo Dominé                  | Obras Retirado                           | 34s 8  |
| 2014 | Luciano Massarelli                                  | Ciclista Juninense                       | 24s 2  |
| 2017 | Facundo Campazzo Raúl Merlo Natacha Pérez           | Real Madrid Retirado Jugadora femenina   |        |
| 2018 | Nicolás de los Santos Andrés Nocioni Sofía Castillo | Quimsa Retirado Jugadora femenina        | 51s 6  |
| 2019 | Pedro Barral                                        | Obras                                    | 19s 8  |
| 2021 | Fernando Zurbriggen Melisa Gretter Evangelina Paiva | Obras Jugadora femenina Básquet adaptado |        |
| 2022 | Lucas Faggiano Agustina Marín                       | Estudiantes de Madrid Jugadora femenina  |        |
| 2023 | Nicolás Gianella Micaela González                   | Gimnasia (LP) Jugadora femenina          | 49s 3  |
| 2024 | Pedro Barral Micaela González                       | Obras Jugadora femenina                  | 47s 9  |